# Peter Ollerton
Peter Ollerton, né le 20 mai 1951 en Angleterre, est un footballeur et entraîneur australien. Il évoluait au poste d'attaquant.

## Biographie

### Carrière en équipe nationale
Peter Ollerton est international australien à 26 reprises (1974-1977) pour 11 buts inscrits. 
Il participe à la Coupe du monde 1974, où il joue deux matchs, l'Australie étant éliminée au premier tour.

## Palmarès
- Avec le South Melbourne FC :
  - Vainqueur de la Victorian Premier League en 1976